# 強巴林
強巴林（チャンバリン）は、日本国：愛知県名古屋市守山区青葉台に所在するチベット仏教の寺院。

## 概要
「チャンバ」とは、チベット仏教4大宗派の1つゲルク派に代々伝わる由緒のある言葉。チャンバリンとは、チベット語で弥勒寺を意味する語であるという。日本で唯一のチベット仏教寺院である。当寺の住職がジョカン寺に修行した際に、日本に寺院建立を請われたことにより、2005年（平成17年）に当地に建立されたものである。建物は修行したジョカン寺の建物を模しており、本尊も同様に模しているという。

## 所在地
- 愛知県名古屋市守山区青葉台101番地[1]

## アクセス
- 名古屋ガイドウェイバス志段味線（ゆとりーとライン）「竜泉寺」停留所より徒歩で約5分[3]。